# Preludios (Debussy)

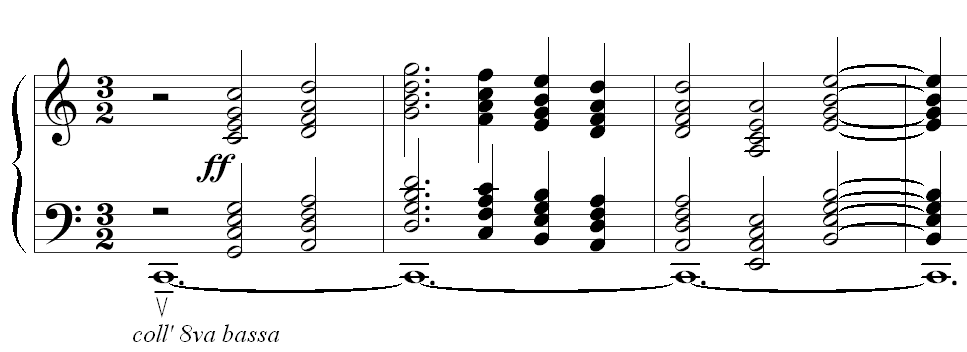
Los conocidos "Acordes de campanas" de La cathédrale engloutie, el Preludio nº10.

Los dos libros de los Préludes pour piano (francés: "Preludios para piano") de Claude Debussy fueron compuestos entre 1909 y 1913. El primer libro, más concretamente, entre diciembre de 1909 y febrero de 1910; y el segundo, de 1911 hasta abril de 1913. Ambos libros contienen doce preludios cada uno. 
Junto con En blanc et noir y la selección de sus doce Études, todos ellos compuestos en 1915, los veinticuatro Préludes de Debussy marcaron definitivamente el pensamiento pianístico del compositor francés. Debussy eligió el nombre de sus Preludios, composiciones muy libres, en honor a los Preludios de Chopin. Nunca tuvo la intención ni el deseo de reunir todas estas piezas en una misma serie, pues consideraba cada una de ellas como una obra aparte. Uno de los aspectos que los diferencian de los Preludios del polaco es que no siguen ningún orden cromático; es más, Debussy ni siquiera utilizó cinco tonalidades. 
Aunque estos Préludes están considerados como una de las cimas de la música impresionista, deben ser mirados como una invitación al viaje y al sueño más que como una pintura descriptiva. El propio Debussy declaró, a propósito de sus Estampes (1903): «Quand on n'a pas les moyens de se payer des voyages, il faut suppléer par l'imagination» ("Cuando uno no tiene los medios para pagarse los viajes, debe sustituirlo por la imaginación"). 
Debussy tuvo cuidado de indicar los títulos de sus preludios sólo al final de cada pieza, entre paréntesis y después de puntos suspensivos, de manera que el intérprete pudiera descubrir sus propias impresiones sin estar condicionado por las ideas iniciales de Debussy. Esos títulos está escogidos para crear asociaciones de imágenes o de sensaciones. Algunos, sin embargo, son bastante ambiguos: Voiles, por ejemplo, puede interpretarse en masculino y en femenino. 
El aire de las piezas varía enormemente entre ellas, desde la profunda calma de La cathédrale engloutie al virtuosismo sin límite de Ce qu'a vu le vent d'ouest; o desde la misteriosa Brouillards a la explosividad de Feux d'artifice. 
Los dos preludios más conocidos de estas dos series pertenecen ambos al primer libro. La fille aux cheveux de lin es una breve pero armónicamente compleja expresión de belleza. La cathédrale engloutie alude a la leyenda de la ciudad sumergida de Ys, cuya catedral se elevaba por encima de la superficie una vez al día para recordar la gloria de la ciudad perdida para justo después hundirse de nuevo en las aguas. Debussy consiguió un fiel reflejo de la historia, pues podría decirse que uno oye los cánticos de los monjes y el campaneo de la catedral. 

## Primer libro
1. Danseuses de Delphes: Lent et grave
2. Voiles: Modéré
3. Le vent dans la plaine: Animé
4. «Les sons et les parfums tournent dans l'air du soir»: Modéré
5. Les collines d'Anacapri: Très modérée
6. Des pas sur la neige: Triste et lent
7. Ce qu'a vu le vent d'ouest: Animé et tumultueux
8. La fille aux cheveux de lin: Très calme et doucement expressif
9. La sérénade interrompue : Modérément animé
10. La cathédrale engloutie: Profondément calme
11. La danse de Puck: Capricieux et léger
12. Minstrels: Modéré

## Segundo libro
1. Brouillards
2. Feuilles mortes
3. La Puerta del Vino
4. «Les Fées sont d'exquises danseuses»
5. Bruyères
6. Général Lavine - excentrique
7. La terrasse des audiences du clair de lune
8. Ondine
9. Hommage à S. Pickwick Esq. P.P.M.P.C.
10. Canope
11. Les tierces alternées
12. Feux d'artifice

### Fragmentos sonoros
- Voiles
- Le vent dans la plaine
- Les sons et les parfums tournent dans l'air du soir
- Les collines d'Anacapri
- Des pas sur la neige
- La sérénade interrompue
- La cathédrale engloutie
- La danse de Puck
- Bruyères

- Datos: Q512715
- Multimedia: Preludes by Claude Debussy / Q512715